# Biostatistique
La biostatistique (mot-valise issu des champs de la biologie et des statistiques) est un champ scientifique constitué par l'application de la science statistique à la biologie et à la médecine.

## Variantes
Le domaine d'application des biostatistiques est large. 
Il peut s'agir de biométrie, de conception méthodologique d'études biologiques ou cliniques, ou encore du recueil, de l'analyse et du traitement statistique de données recueillis lors d'études écologiques, biologiques, agronomiques, halieutiques, de santé publique, de santé environnementale, d'études épidémiologiques, médicales et/ou cliniques, pharmaceutiques, agropharmaceutiques...

## Histoire

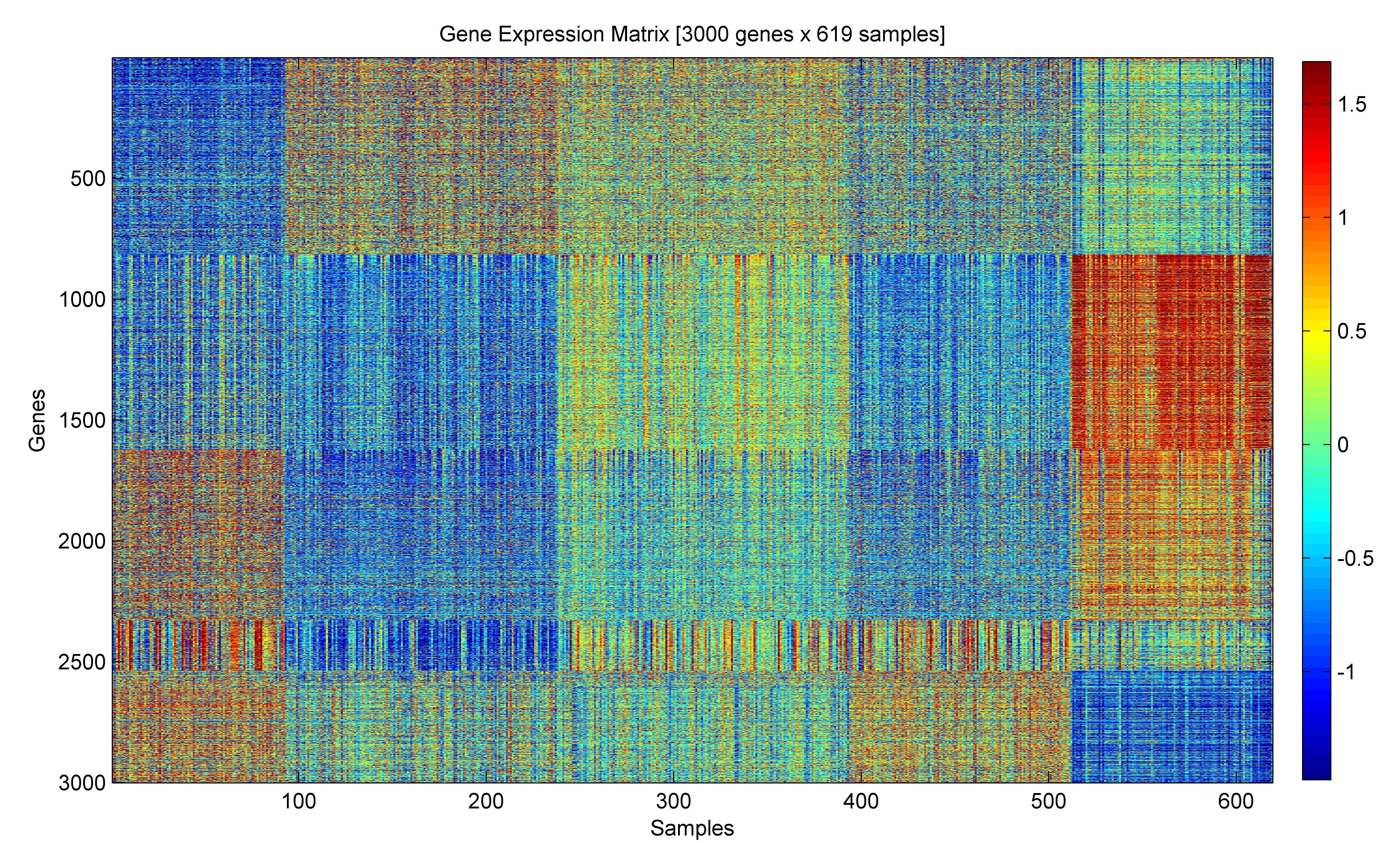
Matrice d'expression d'un gène.

La biostatistique voit le jour au milieu du XVIIe siècle avec les travaux de William Petty et John Graunt qui conçoivent de nouvelles méthodes pour analyser les bulletins de mortalité (en) de Londres.

## Applications
- Santé publique
- Épidémiologie
- Essai clinique
- Recherche médicale
- Génomique
- Génétique des populations
- Génétique statistique (associations génotype-phénotype)

## Journaux de biostatistique
- Biometrics
- Biometrika
- Biostatistics
- International Journal of Biostatistics, The
- Journal of Agricultural, Biological, and Environmental Statistics
- Journal of Biopharmaceutical Statistics
- Pharmaceutical Statistics
- Statistical Applications in Genetics and Molecular Biology
- Statistics in Biopharmaceutical Research
- Statistics in Medicine